# Pluto (álbum)
Pluto é o álbum de estréia do rapper americano Future, que foi lançado pela Epic Records (Sony Music Entertainment), A1 Recordings e sua própria gravadora Freebandz Entertainment em 13 de abril de 2012. O álbum apresenta a participação especial de Drake, T.I., R. Kelly, Trae Tha Truth, Big Rube, Snoop Dogg, com produção de Juicy J do grupo Will-A-Fool, Sonny Digital, KE e outros.
Depois do lançamento, Pluto recebeu criticas positivas de profissionais. Estreou no número 8 da parada musical americana Billboard 200 e vendeu 41 mil cópias na primeira semana. Desde 3 de fevereiro de 2013, o disco vendeu 271 mil cópias, de acordo com a Nielsen SoundScan. O álbum foi relançado sobre o título de Pluto 3D em 27 de novembro de 2012. A nova edição apresenta duas novas músicas e três remixes. Durante a primeira semana do relançamento, Pluto foi para o número 75 na Billboard 200, vendendo 11 mil cópias.

## Faixas
| Versão padrão  |                                           |                                                    |                                  |         |  |
| N.º            | Título                                    | Compositor(es)                                     | Produtor(es)                     | Duração |  |
| 1.             | "The Future is Now" (com Big Rube)        | Ruben Bailey, Michael Patterson, Nayvadius Wilburn | Organized Noize                  | 1:04    |  |
| 2.             | "Parachute" (com R. Kelly)                | Robert Kelly, Wilburn                              | DJ Pharris, John Blu             | 4:09    |  |
| 3.             | "Straight Up"                             | James Rosser, Jr., Brandon Racley, Wilburn         | Nard & B                         | 2:58    |  |
| 4.             | "Astronaut Chick"                         | Willie Byrd, Wilburn                               | Will-A-Fool                      | 4:13    |  |
| 5.             | "Magic (Remix)" (com T.I.)                | Kevin Erondu, Clifford Joseph Harris, Jr., Wilburn | K.E. on the Track                | 3:31    |  |
| 6.             | "I'm Trippin'" (com Juicy J)              | Jordan Houston, Wilburn                            | Juicy J, Crazy Mike (co.)        | 4:41    |  |
| 7.             | "Truth Gonna Hurt You"                    | Asheton Hogan, Wilburn, Michael Williams           | Mike WiLL Made It, A+ (co.)      | 3:38    |  |
| 8.             | "Neva End"                                | Pierre Slaugher, Wilburn, Williams                 | Mike WiLL Made It, P-Nasty (co.) | 4:22    |  |
| 9.             | "Tony Montana" (com Drake)                | Byrd, Aubrey Graham, Rodney Hill, Jr., Wilburn     | Will-A-Fool                      | 4:08    |  |
| 10.            | "Permanent Scar"                          | Hill, Jon-Sosef Miller, Wilburn                    | Jon Boi                          | 4:05    |  |
| 11.            | "Same Damn Time"                          | Sonny Uwaezuoke, Wilburn                           | Sonny Digital                    | 4:33    |  |
| 12.            | "Long Live the Pimp" (com Trae Tha Truth) | Carlton Mays, Frazie Thompson, Wilburn             | Da Honorable C.N.O.T.E.          | 3:28    |  |
| 13.            | "Homicide" (com Snoop Dogg)               | Hill, Miller, Wilburn, Calvin Broadus, Jr.         | Jon Boi                          | 4:10    |  |
| 14.            | "Turn On the Lights"                      | Marquel Middlebrooks, Wilburn, Williams            | Mike WiLL Made It, Marz (co.)    | 4:09    |  |
| 15.            | "You Deserve It"                          | Gary Hill, Rosser, Rackley, Wilburn                | Nard & B, DJ Spinz               | 3:35    |  |
| Duração total: | Duração total:                            | Duração total:                                     | Duração total:                   | 56:42   |  |

| Faixa bônus (iTunes) |             |              |         |  |
| N.º                  | Título      | Produtor(es) | Duração |  |
| 16.                  | "Go Harder" | Luney Tunez  | 4:12    |  |

| Deluxe Edition |            |              |         |  |
| N.º            | Título     | Produtor(es) | Duração |  |
| 16.            | "Paradise" | Jon Boi      | 4:05    |  |
| 17.            | Sem título | Will-A-Fool  | 4:25    |  |

### Pluto 3D
| Re-lançamento Pluto 3D |                                                 |                                  |         |  |
| N.º                    | Título                                          | Produtor(es)                     | Duração |  |
| 1.                     | "The Future is Now" (com Big Rube)              | Organized Noize                  | 1:03    |  |
| 2.                     | "You Deserve It"                                | Nard & B                         | 3:34    |  |
| 3.                     | "First Class Flights"                           | Sonny Digital                    | 3:34    |  |
| 4.                     | "Jealous"                                       | Mike WiLL Made It                | 3:41    |  |
| 5.                     | "Turn On the Lights"                            | Mike WiLL Made It, Marz (co.)    | 4:08    |  |
| 6.                     | "Straight Up"                                   | Nard & B                         | 2:57    |  |
| 7.                     | "My"                                            | Sonny Digital                    | 3:04    |  |
| 8.                     | "Same Damn Time (Remix)" (com Diddy e Ludacris) | Sonny Digital                    | 4:33    |  |
| 9.                     | "Neva End (Remix)" (com Kelly Rowland)          | Mike WiLL Made It, P-Nasty (co.) | 4:21    |  |
| 10.                    | "Tony Montana" (com Drake)                      | Will-A-Fool                      |         |  |
| 11.                    | "Magic (Remix)" (com T.I.)                      | K.E. On the Track                | 3:30    |  |
| 12.                    | "Homicide" (com Snoop Dogg)                     | Jon Boi                          | 4:10    |  |
| 13.                    | "I'm Trippin'" (com Juicy J)                    | Juicy J, Crazy Mike (co.)        | 4:41    |  |
| 14.                    | "Parachute" (com R. Kelly)                      | DJ Pharris, John Blu             | 4:09    |  |
| 15.                    | "Long Live the Pimp" (com Trae Tha Truth)       | Da Honorable C.N.O.T.E.          | 3:28    |  |
| 16.                    | "Astronaut Chick"                               | Will-A-Fool                      | 4:13    |  |
| 17.                    | "Permanent Scar"                                | Jon Boi                          | 4:04    |  |
| 18.                    | "Truth Gonna Hurt You"                          | Mike WiLL Made It, A+ (co.)      | 3:38    |  |

| Faixa Bônus (iTunes) |             |              |         |  |
| N.º                  | Título      | Produtor(es) | Duração |  |
| 19.                  | "Go Harder" | Luney Tunez  | 4:12    |  |

## Desempenho nas paradas musicais
| Parada musical (2012)                         | Melhor posição |
| --------------------------------------------- | -------------- |
| Estados Unidos — Billboard 200                | 8              |
| Estados Unidos — Billboard R&B/Hip-Hop Albums | 2              |